# 600
600 (DC na numeração romana) foi o último ano bissexto do século VI, do Calendário Juliano, da Era de Cristo, teve início a uma sexta-feira e terminou a um sábado, e as suas letras dominicais foram C e B.
| ano completo                          |
| ------------------------------------- |
| Ano bissexto com início à sexta-feira |

## Eventos
- Comemoração do primeiro ano novo na Escócia. (De 599 para 600).
- Teotihuacán, México é a maior cidade do mundo: 100 mil habs.